# حقل الأحدب
حقل الأحدب حقل نفطي يقع في ناحية الأحرار على بعد 27 كم غربي مدينة الكوت في محافظة واسط، العراق.

## الإنتاج
يقدر الاحتياطي النفطي للحقل بأكثر من مليار برميل. وقد بدأ إنتاج النفط من حقل الأحدب في 1 تموز/يوليو 2011، والذي تديره شركة الصين الوطنية للبترول بطاقة إنتاج 60 ألف برميل يوميا، وستزيد طاقة الإنتاج إلى 120 الف برميل يوميا في غضون ستة أشهر". وسيتم تصدير أغلب إنتاج حقل الأحدب، إلا أن بعضا منه سيستخدم وقودا لمحطات توليد الكهرباء القريبة لتخفيف نقص الطاقة الكهربائية.

## التشغيل
في يوم 11 آذار/مارس عام 2009، حضر السفير الصيني لدى العراق تشانغ يي مراسم إطلاق مشروع حقل الأحدب النفطي بمحافظة الواسط.
في 2008 وقعت شركة البترول الوطنية الصينية عقد مدته 23 عام لتشغيل الحقل. وحسب العقد تستثمر الشركة الصينية 3 مليارات دولار، وتحصل الشركة الصينية على رسوم خدمات بمقدار 6 دولار على البرميل تنخفض تدريجيا إلى 3 دولارات فقط.

## قضايا جانبية
بالتزامن مع احتلال القوات الإيرانية لحقل الفكة التابع للعراق على الحدود العراقية الإيرانية، في 28 أيلول/سبتمبر 2009، حاولت قوة تابعة لمجلس محافظة واسط اقتحام موقع حقل الأحدب. وردت وزارة النفط في بيان أصدرته في اليوم التالي تلقت “الصباح” نسخة منه: “ان المواقع والمنشآت النفطية مواقع سيادية وخاضعة للحكومة المركزية، ولايحق لاية جهة المساس بها وتدخل أي من مجالس المحافظات في عمل الوزارة يعد مخالفة قانونية صريحة على وفق القانون رقم 21 لسنة 2008 الخاص بقانون المحافظات غير المرتبطة باقليم. واضافت: “ان العقود التي ابرمت مع الشركات النفطية العالمية تمت بموافقة الحكـــــومة الاتحادية وبالتنسيق الكامل مع المسؤولــــين التنفيذيين بالحكومات المحلية ومنها عقد تطوير حقـــل الاحدب النفطي الذي غيرت الوزارة صيغته من عقد شراكة إلى عقد خدمة نفطية مع الشركة الصينية”.